# Wenn vier dasselbe tun
Wenn vier dasselbe tun is een Duitse filmkomedie uit 1917 onder regie van Ernst Lubitsch. Destijds werd de film in Nederland uitgebracht onder de titel Vier zielen en één gedachte.

## Verhaal
Seegstoff haalt zijn dochter weg uit het pensionaat. In de trein naar huis maakt ze kennis met ze de dichter Tobias Schmalzstich, die aan de slag gaat bij een strenge boekhandelaar. Ze wordt meteen stapelgek op hem.

## Rolverdeling
| Acteur           | Personage           |
| ---------------- | ------------------- |
| Emil Jannings    | Weduwnaar Seegstoff |
| Ossi Oswalda     | Zijn dochter        |
| Margarete Kupfer | Mevrouw Lange       |
| Fritz Schulz     | Tobias Schmalzstich |
| Victor Janson    | Dansleraar          |
| Ernst Lubitsch   |                     |